# Wilfried Zeller-Zellenberg
Wilfried Zeller-Zellenberg (* 28. Jänner 1910 in Wien; † 3. April 1989 ebenda) war ein österreichischer Buchillustrator und Autor.

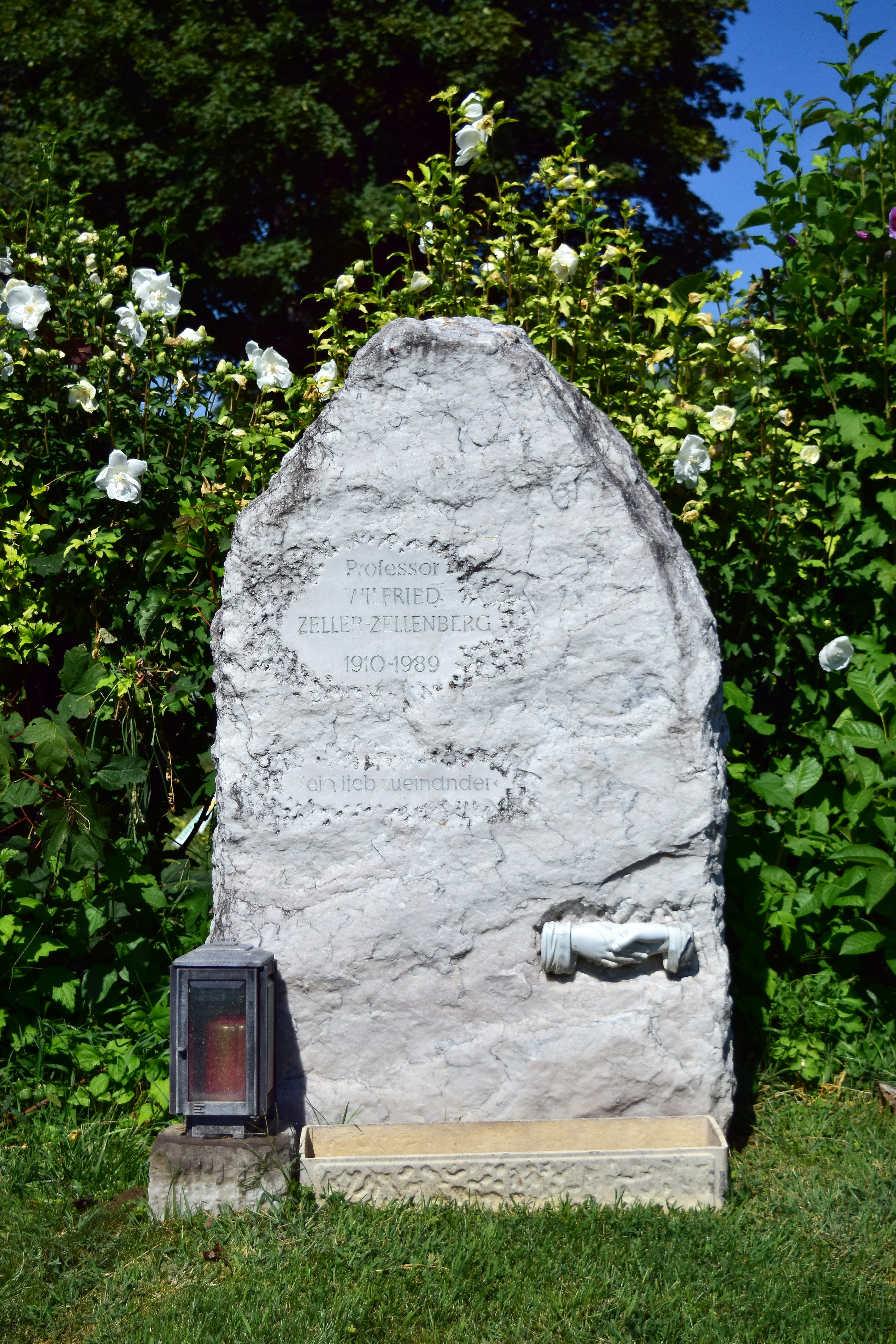
Ehrengrab am Zentralfriedhof

## Biographie
Wilfried Zeller-Zellenberg stammte aus einer Familie, die 1802 mit dem kaiserlichen Rat, Wiener Obergeburtshelfer und Leibchirurgen Simon Zeller als „Edler von Zellenberg“ (auch Simon Zeller von Zellenberg; 1706–1916) in den erblichen Adelsstand erhoben wurde; der Maler Franz Zeller Edler von Zellenberg (1805–1876)   gehörte ebenfalls zu dieser Familie.
Wilfried Zeller-Zellenberg besuchte nach einer schwierigen Jugend die Kunstgewerbeschule in Wien. Er ging 1930 nach Berlin, lebte dort als Schnellzeichner und kehrte 1933 nach Wien als freischaffender Künstler zurück.
1938 wurde er kurz verhaftet und ihm dann die Aufnahme in die Reichskulturkammer  verweigert. Dies kam einem Berufsverbot als Künstler gleich. Er war dann Lastwagenfahrer und Autohändler, worauf er 1939 als Kraftfahrer in die Wehrmacht einberufen wurde.
1943 wurde er schwer verwundet und in der Folge 1944 aus dem Militärdienst entlassen. Er absolvierte dann einen Kurs an der Hochschule für angewandte Kunst und lebte nun als freischaffender Künstler.
Er schuf Zeichnungen und Aquarelle und wurde mit Buchillustrationen bekannt.
Er illustrierte mehr als 400 Werke, darunter Bücher von Kurt Tucholsky und Erich Kästner. Für den Wiener Autor Jörg Mauthe illustrierte er das 1961 erschienene Buch Der gelernte Wiener.
Am 30. April 1986 erhielt Zeller-Zellenberg von Kulturstadtrat Franz Mrkvicka im Wiener Rathaus die Ehrenmedaille der Bundeshauptstadt Wien in Gold. Er wurde auch mit dem Berufstitel Professor ausgezeichnet.
Zeller-Zellenberg gehörte der Künstlervereinigung Der Kreis an, die 1946 bis 1980 bestand und für Toleranz gegenüber allen modernen Stilrichtungen eintrat. Letzter Präsident war Franz Zadrazil. Seit 1973 gehörte Zeller dem Österreichischen P.E.N.-Club an.
Im elektronischen Katalog der Österreichischen Nationalbibliothek fanden sich zu Zeller-Zellenberg im Herbst 2016 115 Eintragungen, darunter von ihm illustrierte Werke mit Texten von Eva Bakos, Franz Karl Ginzkey, Helmut Leiter, Johann Nestroy, Käthe Recheis, Johannes Mario Simmel, Max Stebich, Mark Twain, Josef Weinheber und Renate Welsh.
In dem österreichischen Gesellschaftsfilmdrama Moos auf den Steinen aus dem Jahre 1968 von Georg Lhotsky spielte er die Rolle des alten Barons. Dem Film, der zu seiner Zeit als zentrales Werk eines neuen österreichischen Films angesehen wurde, liegt der gleichnamige Roman von Gerhard Fritsch, der auch am Drehbuch beteiligt gewesen war, zugrunde.
Zeller-Zellenberg wurde auf dem Wiener Zentralfriedhof in einem ehrenhalber gewidmeten Grab (Gruppe 40, Nummer 160)  bestattet.

## Selbstständige Publikationen
- Florian Mohnkopf und Florinda. Wien: Herder 1967, 15 Bl.
- Seid lieb zueinander. Ein k.u.k. Kaleidoskop. Gezeichnet und geschrieben von Wilfried Zeller-Zellenberg. Hamburg / Wien: Hoffmann & Campe / Ueberreuter 1973, 350 S.
- Seid lieb auch zu Disteln. Vom Undsoweiter der k.u.k. Herrlichkeit 1918 bis dato und in alle Ewigkeit. Gezeichnet und geschrieben von Wilfried Zeller-Zellenberg. Wien: Europaverlag 1976, 303 S.
- Liebeserklärung an Baden. Baden: Zweymüller 1977, unpaginiert (3 Bl. und 13 Farbtafeln).
- Mein Österreich-Bilderbuch. Wien–München: Amalthea 1977, 159 S.